# Süttői Ferenc
Süttői Ferenc (Budapest, 1937 –) építészmérnök.

## Szakmai tevékenysége
Diplomaszerzést követően 1961-től 1990-ig állami vállalatok alkalmazásában dolgozott, 1991-et követően magánvállalkozó. 1961 és 1965 között a Heves Megyei Állami Építőipari Vállalatnál mint építésvezető dolgozott. Jelentősebb munkái közül ebből az időszakból ipari és középületek kivitelezése említhetők. 1965-től 1967-ig a Budapesti és Pest megyei Malomipari Vállalatnál mint építész-műszaki ellenőr, 1967-től a Szilikátipari Tervező Vállalatnál mint beosztott építész-tervező dolgozott. 1970-től az Élelmiszeripari Tervező Vállalatnál bővítés és rekonstrukciós feladatokat látott el, mint például a Szerencsi Csokoládégyár átalakítása és bővítése. 1972-től 1990-ig a Vízügyi Tervező Vállalatnál kezdetben önálló építész-tervezőként, később vezetői tervezői munkakörben tevékenykedett. 1991-ben társas kisvállalkozásának alapítása után magánvállalkozásban folytatta munkáját. Feladatának építész-műszaki tervezést és fővállalkozói tevékenységet tűzött ki. Ezen időszakban kisebb családi házak átalakítását, bővítését, több tűzoltó-laktanya, oktatási épület és társasház tervezését végezte Budapesten és környékén. A Budapesti Építész Kamara tagja.

## Főbb alkotásai
- Szerencsi Csokoládégyár felújítás, bővítés
- Tűzoltó-laktanyák
- Családi és társasházak.